# 尾崎友俐
尾崎 ゆり（おざき ゆり ）は、日本の実業家。女性支援活動家。一般財団法人尾崎ゆり財団の代表理事。株式会社オリエンタルの創業者。「女性起業塾®︎」「女神の虎®︎」「日本ファスティング協会」「女性総合研究所」主宰。株式会社オリエンタルホールディングスの顧問を務める。日本テレビで放映された「¥マネーの虎」の出演でも著名。他に、令和の虎ではレジェンド虎として出演。2024年からはMXTVのビジネスタイガーサミットに出演。

## 来歴・人物
親戚に音楽や美術など芸術関係者が多く、自身も親の勧めにより洗足学園大学附属中学校に進学。フルートやピアノを嗜んだ。高校からはヨット部に所属し、洗足学園短期大学音楽科ではヨット部主将を務めた。第43回国民体育大会、第44回国民体育大会にも出場し、1988年に卒業。
日本ブリタニカで英会話教材の歩合セールス。クルージング会社に勤務し、リクルートの訓練船における社員研修も担当。バイクで日本全国をまわる歩合セールスマンやクルーズ船の船長などを経て、1995年にバックパッカーとして世界一周旅行。タイ、インド、エジプト、オランダ、イタリア、メキシコ、アメリカなど、約40の国を放浪した。同年の帰国後に起業し、エジプトのハーブを輸入したり炭火焼肉店を手作りした。1998年からエジプトビールを輸入販売するようになり、レバノンのビールやワインにも展開。以後、焼肉店、串揚げ店、多国籍レストラン、カフェなどを次々オープンした。
2001年、焼肉チェーン店が9月10日に発覚したBSE問題で、売り上げが30分の1となり、さらに翌日のアメリカ同時多発テロ事件で、独占販売していたエジプトビールの輸入がストップした。ところが、わずか3日間で焼肉屋を焼き鳥屋に業態変更させて生き延びたという逸話がある。同年、神田昌典の助言をきっかけに、「女性起業塾」を立ち上げる。2002年からは日本テレビ系の「¥マネーの虎」にも出演していた。
2006年には女性総合研究所をスタートさせ、起業アカデミーを開催。2017年にはトレンダーズ株式会社に引き継いでいた女性起業塾を再度引き継ぎ、塾長として再始動させる。2018年現在、株式会社オリエンタルホールディングス代表取締役。
2019年、一般財団法人日本ファスティング協会設立。
2025年、女神の虎®　女性向けクラウドファンディングを設立。
　　　　女性起業塾®を、スキルECサイトとして再稼働。

## 著書
- 『通いたくなるレストラン』しののめ出版、2004年、ISBN 4434046225。
- 『人生がイベントに変わる 尾崎友俐の「考え方」革命』PHP研究所、2006年、ISBN 456964841X。
- 『白馬の王子はなぜ来ない?』ゴマブックス、2006年、ISBN 4777102939。
- 『お金って不思議。金運はこうして動き出すの』幻冬舎、2020年、ISBN 978-4-344-03566-9。